# Pouteria martinicensis
Pouteria martinicensis là một loài thực vật có hoa trong họ Hồng xiêm. Loài này được (Pierre) Stehlé miêu tả khoa học đầu tiên năm 1943.